# Rockingham Vipers
I Rockingham Vipers sono una squadra di football americano di Noranda, sobborgo della Città di Bayswater a Perth, in Australia, fondata nel 1996.

## Dettaglio stagioni

### Tornei locali

#### Gridiron West League
| Stagione | regular season | regular season | regular season | regular season | regular season | regular season | playoff | playoff | playoff | playoff | playoff | playoff   | playoff          |
|          | Vin            | Par            | Per            | Tot            | PF             | PS             | Vin     | Per     | Tot     | PF      | PS      | risultato | avversaria       |
| -------- | -------------- | -------------- | -------------- | -------------- | -------------- | -------------- | ------- | ------- | ------- | ------- | ------- | --------- | ---------------- |
| 2020-21  | 10             | 1              | 1              | 12             | 304            | 110            | 1       | 1       | 2       | 52      | 50      | West Bowl | Swan City Titans |
| Totale   | 10             | 1              | 1              | 12             | 304            | 110            | 1       | 1       | 2       | 52      | 50      |           |                  |

Fonti: Enciclopedia del Football - A cura di Roberto Mezzetti

#### Gridiron West Women's League
| Stagione | regular season | regular season | regular season | regular season | regular season | regular season | playoff | playoff | playoff | playoff | playoff | playoff     | playoff       |
|          | Vin            | Par            | Per            | Tot            | PF             | PS             | Vin     | Per     | Tot     | PF      | PS      | risultato   | avversaria    |
| -------- | -------------- | -------------- | -------------- | -------------- | -------------- | -------------- | ------- | ------- | ------- | ------- | ------- | ----------- | ------------- |
| 2019-20  | 8              | 0              | 2              | 10             | 249            | 84             | 1       | 1       | 2       | 20      | 34      | West Bowl   | Perth Blitz   |
| 2020-21  | 8              | 0              | 0              | 8              | 243            | 26             | 2       | 0       | 2       | 50      | 20      | Campionesse | Perth Broncos |
| Totale   | 16             | 0              | 2              | 18             | 492            | 110            | 3       | 1       | 4       | 70      | 54      |             |               |

Fonti: Enciclopedia del Football - A cura di Roberto Mezzetti

### Riepilogo fasi finali disputate
| Anno             | Luogo            | Evento | Fase del torneo | Incontro                             | Risultato |
| 8 febbraio 2020  | Città di Vincent | GWWL   | West Bowl       | Perth Blitz - Rockingham Vipers      | 26 - 8    |
| 27 febbraio 2021 | Città di Vincent | GWWL   | West Bowl       | Rockingham Vipers - Perth Broncos    | 16 - 14   |
| 27 febbraio 2021 | Città di Vincent | GWL    | West Bowl       | Rockingham Vipers - Swan City Titans | 12 - 36   |

## Palmarès
- 11 West Bowl (2000-01, 2001-02, 2002-03, 2008-09, 2009-10, 2010-11, 2014-15, 2015-16, 2016-17, 2017-18, 2019-20)
- 1 West Bowl femminile (2020-21)